# ガジェミール空軍基地
ガジェミール空軍基地（ガジェミールくうぐんきち、トルコ語: Gaziemir Hava Üssü、英語: Gaziemir Air Base）は、トルコのイズミル県イズミルに位置する、トルコ空軍の基地である。

## 所在部隊
航空訓練コマンド隷下
- 第203捜索救難飛行隊 - CN-235M-100